# Panjeponny
Panjeponnyn är en hästras av ponnytyp som härstammar från östra Europa, främst Ryssland och Ukraina men även Polen. Namnet kommer från ordet Pan som betyder herre. Ponnyn är troligtvis en ättling till den polska Konikponnyn och lever halvvilt på flera ställen i östra Europa. Namnet Panje är snarare ett begrepp på dessa vilda hästar än en hästras och någon enhetlig standard finns inte för dessa ponnyer. 

## Historia
Panjeponnyn har levt i vilt tillstånd i östra Europa i många hundra år och lär ha utvecklats ur Konikponnyn men kan även vara en direkt ättling till den numera utdöda Tarpanen. Ponnyerna levde i vilt tillstånd i östra Europa –Ryssland, Ukraina, Polen – och kringliggande länder. Dessa ponnyer samlades ofta in och korsades med andra raser av många olika typer. Därför började standarden spreta mycket mellan de olika individerna. 
Skildringar från andra världskriget har dokumenterat att Panjehästarna användes som transportdjur i svåråtkomlig terräng. En Panjehäst var även en huvudkaraktär i boken "Iwan, Panjehästen" som skrevs av Heinz Buchholz, och skildrade hans flykt undan den röda armén år 1944. 
Än idag finns ingen riktig förening för rasen som nu är under hot att försvinna helt och hållet på grund av utavel, bland annat med arabiska fullblod som skulle göra Panjeponnyerna ädlare och något större. Idag är Panjeponny snarare ett samlingsnamn för olika sorters ponnyer som har en något liknande exteriör och samma blacka färg.

## Egenskaper
Panjeponnyerna har idag ingen enhetlig standard och heller inget register eller förening som kontrollerar aveln. En Panjeponny kan enkelt beskrivas som en stark, naturligt sund och primitiv ponny mellan 130 och 148 cm. Panjehästarna är för det mesta blacka med primitiva tecken som ål (mörk rand längs ryggen) eller zebratecken på benen. 
Panjeponnyer används främst som drag- och transportdjur men även till ridning. De har ett lugnt och lätthanterligt temperament, är robusta och mycket uthålliga. Trots en god fertilitet tillhör panjeponnyn en utdöende ras. 